# TAAG 앙골라 항공
TAAG 앙골라 항공(영어: TAAG Angola Airlines, 포르투갈어: Linhas Aéreas de Angola)은 앙골라의 국책 항공사이다. 수도 루안다에 본사가 있으며 허브 공항의 경우 루안다 콰트루 드 페베레이루 공항을 통해 아프리카와 남아메리카에 취항하고 있으며 현재 항공 연합은 가입하지 않았다. 앙골라 정부가 지분의 100%를 가지고 있다.

## 역사

### 식민지 시대
TAAG 앙골라 항공은 1938년 9월에 포르투갈 정부에 의해 "DTA – Divisão dos Transportes Aéreos"라는 명칭으로 설립되었다. 실제 운항은 1940년 7월 17일부터 개시되었다. 1940년에 항공사는 DTA– Linhas Aéreas de Angola로 이름을 변경했고 1974년 2월에 다시 "TAAG – Linhas Aéreas de Angola"로 이름을 변경하였다. "TAAG"는 "Transportadora Aérea Angolana"(앙골라 항공 운송)의 약자이다.

### 독립 이후
1975년 포르투갈로부터 독립한 이후 앙골라 항공은 앙골라의 대표 항공사로 거듭났다. 이와 동시에 일류신 Il-62, 보잉 707, 보잉 737, 포커 27 기종을 도입했다. 앙골라 정부는 국내선 노선을 신설한 이후 추가로 보잉 707, 보잉 727, 보잉 737 도입한데 이어 1990년에 TAP 포르투갈로부터 2대의 록히드 L-1011 기종을 임대해 국내선 노선에 취항했다.
이 시기에 TAAG앙골라항공은 유럽에 진출하면서 리스본, 마드리드, 파리, 로마, 모스크바에 취항했다. 또한 싱가포르 항공, 스위스 항공(2001년에 파산), 남아프리카 항공으로부터 3대의 보잉 747-300 기종을 임대했다. 아프리카의 항공사 최초로 쿠바에 취항했다.
2005년에 보잉 737-200과 보잉 747-300 기종을 대체하기 위해 보잉 737-700과 보잉 777-200ER 기종을 주문했다. 2006년 11월에 새로운 기종인 보잉 777 기종이 도입되면서 기존에 사용했던 보잉 747-300 기종은 모두 반납되거나 운항이 중단되었다. 주로 루안다에서 요하네스버그, 리스본, 파리 노선에 취항했다.

### 유럽취항 금지
2007년 6월 유럽 연합은 보안 문제와 기종 노후화 문제를 이유로 EU 역내 취항 금지 항공 회사 목록 리스트에 들어 가면서 유럽 취항을 전면 금지시켰다. 그로 인해 새로 도입된 보잉 777도 장거리 노선 비행을 할 수 없었다. TAAG 앙골라 항공은 새로운 항공기의 사용을 향상시키고 손실을 감소하기 위해 두바이와 베이징 국제선 노선에 취항하기로 결정했다.
유럽에 재취항하기 위해 남아프리카 항공으로부터 보잉 747-400 기종을 남아프리카 항공으로부터 임대했다. 2008년 8월에 3대의 보잉 777를 도입했다. 2009년 7월에 유럽 연합은 유럽 취항을 허용했으며 같은 해 8월에 재개되면서 그와 동시에 3대의 보잉 777 리스본에 재취항했다. 같은 해 11월에 보잉 737-700 기종도 유럽에 다시 취항하기 시작했다. 그와 동시에 보잉 747-400 기종을 남아프리카 항공에 반납했다. 2010년 3월 유럽 연합은 TAAG 앙골라 항공의 보잉 737 기종과 보잉 777 기종을 유럽의 모든 공항에 취항을 허용했다.

### 구조 조정
2008년 11월 TAAG 앙골라 항공은 새로운 기관의 설립해 유럽 연합(EU)의 명령을 들어 올리는 방안이 검토했다. 2009년에 TAAG 앙골라 항공의 인증에 의해 국제 항공 운송 협회(IATA)가 발표했다.
2010년에 TAAG 앙골라 항공은 2대의 보잉 777-300ER 기종을 주문했다.
TAAG 앙골라 항공은 2011년에 보잉 777 일상 유지 보수의 부족하면서 루안다에서 IATA 검사를 허용하면서 국제 안전 요구 사항을 준수하고 있다.

## 운항 노선
- 2011년 12월 TAAG 앙골라 항공은 다음과 같은 노선을 운항하고 있다.

### 코드쉐어 협정
- TAAG 앙골라 항공은 다음과 같은 항공사와 코드쉐어 협정을 맺고 있다.[4][5]

| - LAM 모잠비크 항공 - 로얄 에어 모로코 (원월드) - 루프트한자 (스타 얼라이언스) - 브뤼셀 항공 (스타 얼라이언스) - 에어 나미비아 - 에어 프랑스 (스카이팀) - 에티오피아 항공 (스타 얼라이언스) - 케냐 항공 (스카이팀) |

## 보유 기종
- 2020년 11월 기준으로 TAAG 앙골라 항공은 다음과 같이 보유하고 있으며 평균 기령은 10.5년이다.[7][8][9][10][11][12]

### 퇴역 기종
- 에어버스 A340-300
- 안토노프 An-26
- 보잉 707-320B
- 보잉 707-320C
- 보잉 727-100C
- 보잉 737-200 어드밴스드[14]
- 보잉 737-200C[14]
- 보잉 747-300
- 보잉 747-300 콤비
- 보잉 747-400
- 수드 항공 카라벨[15]
- 더글러스 C-47A
- 더글러스 DC-8-30
- 더글러스 DC-8-50
- 포커 50
- 포커 27-100
- 포커 27-200
- 포커 27-400
- 포커 27-500
- 포커 27-600
- 일류신 Il-62M
- 록히드 L-100-20
- 록히드 L-100-30
- 록히드 L-1011-500
- 야코블레프 Yak-40[16]

## 사진

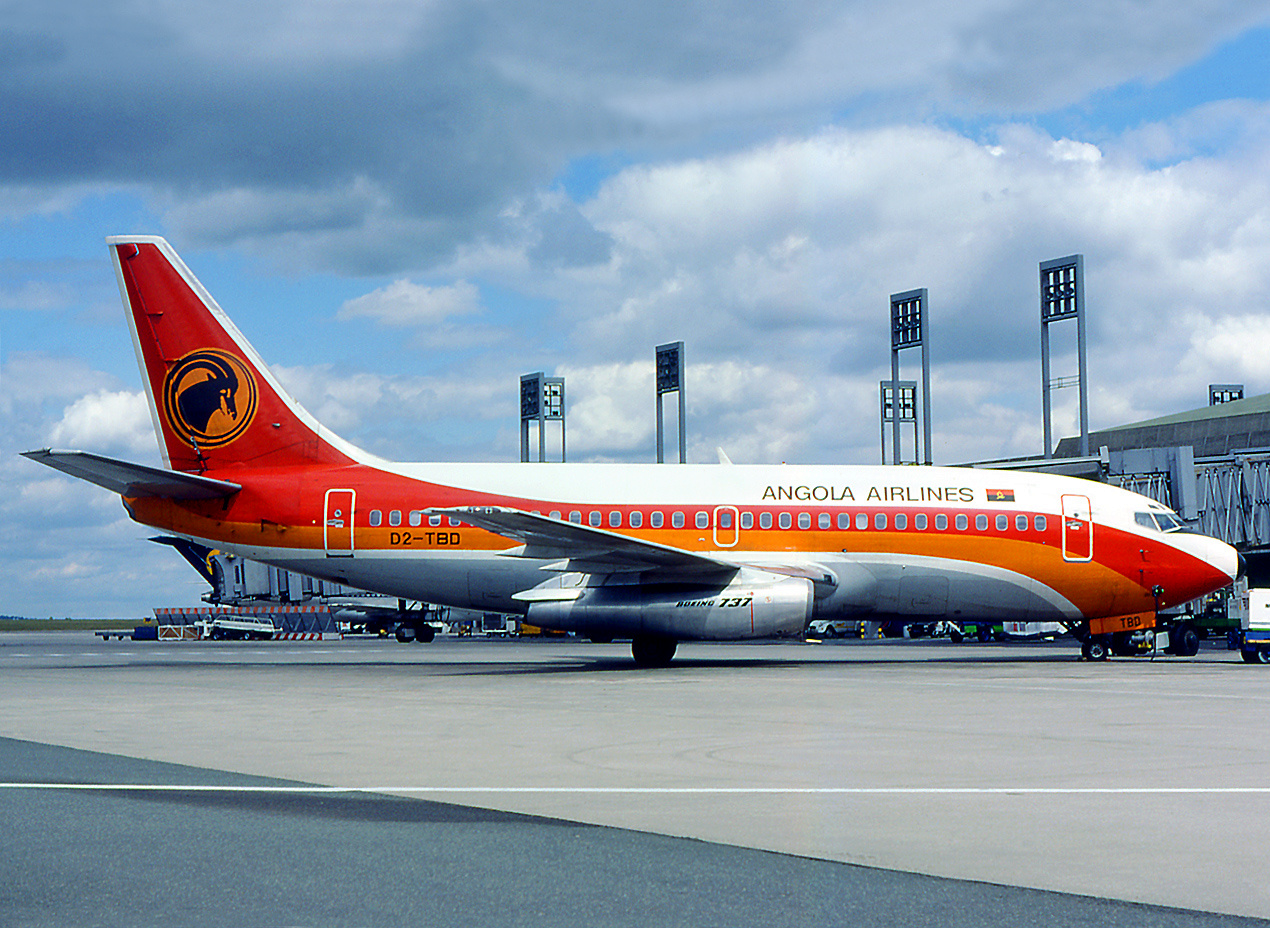
TAAG 앙골라 항공의 보잉 737-200
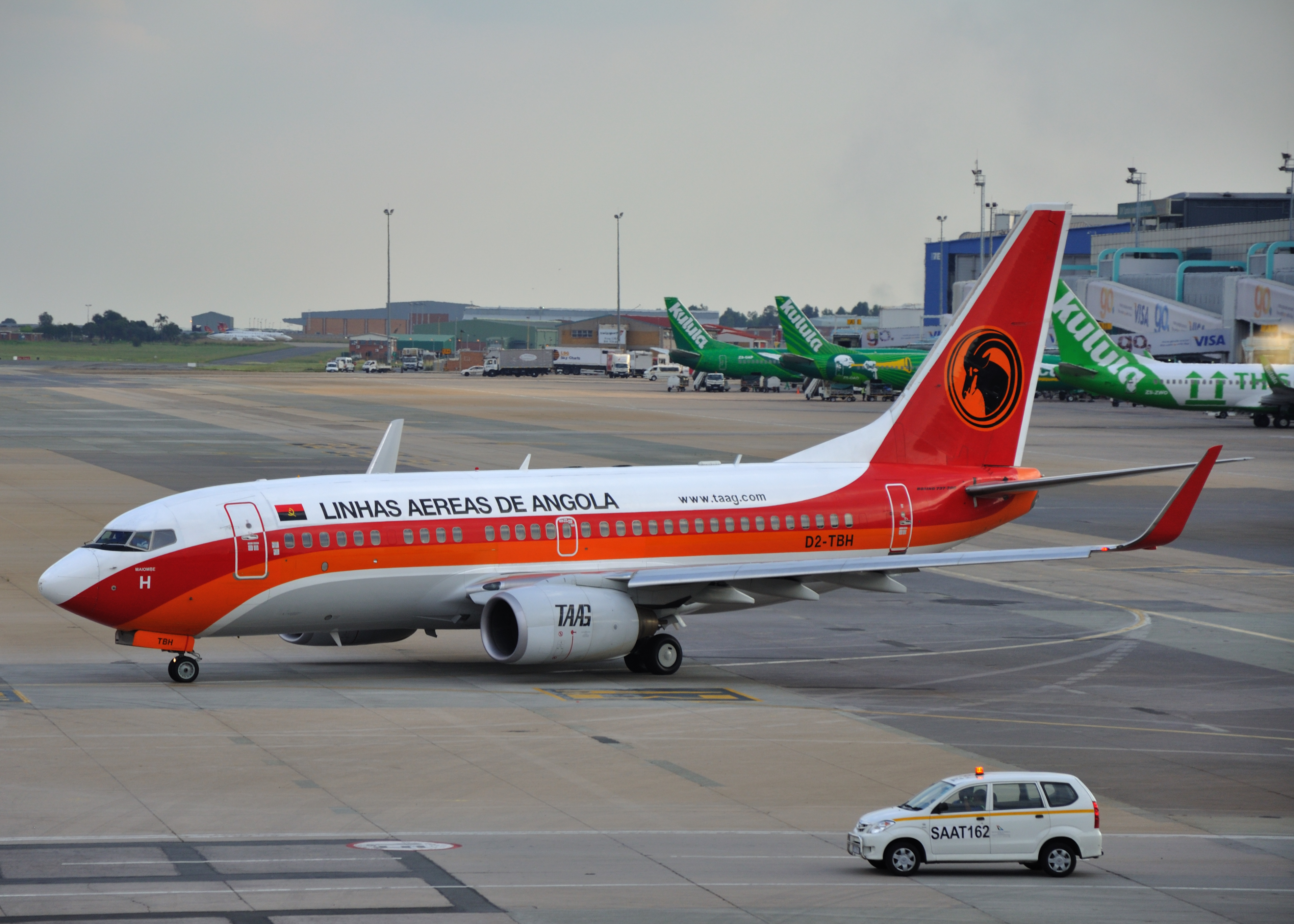
TAAG 앙골라 항공의 보잉 737-700
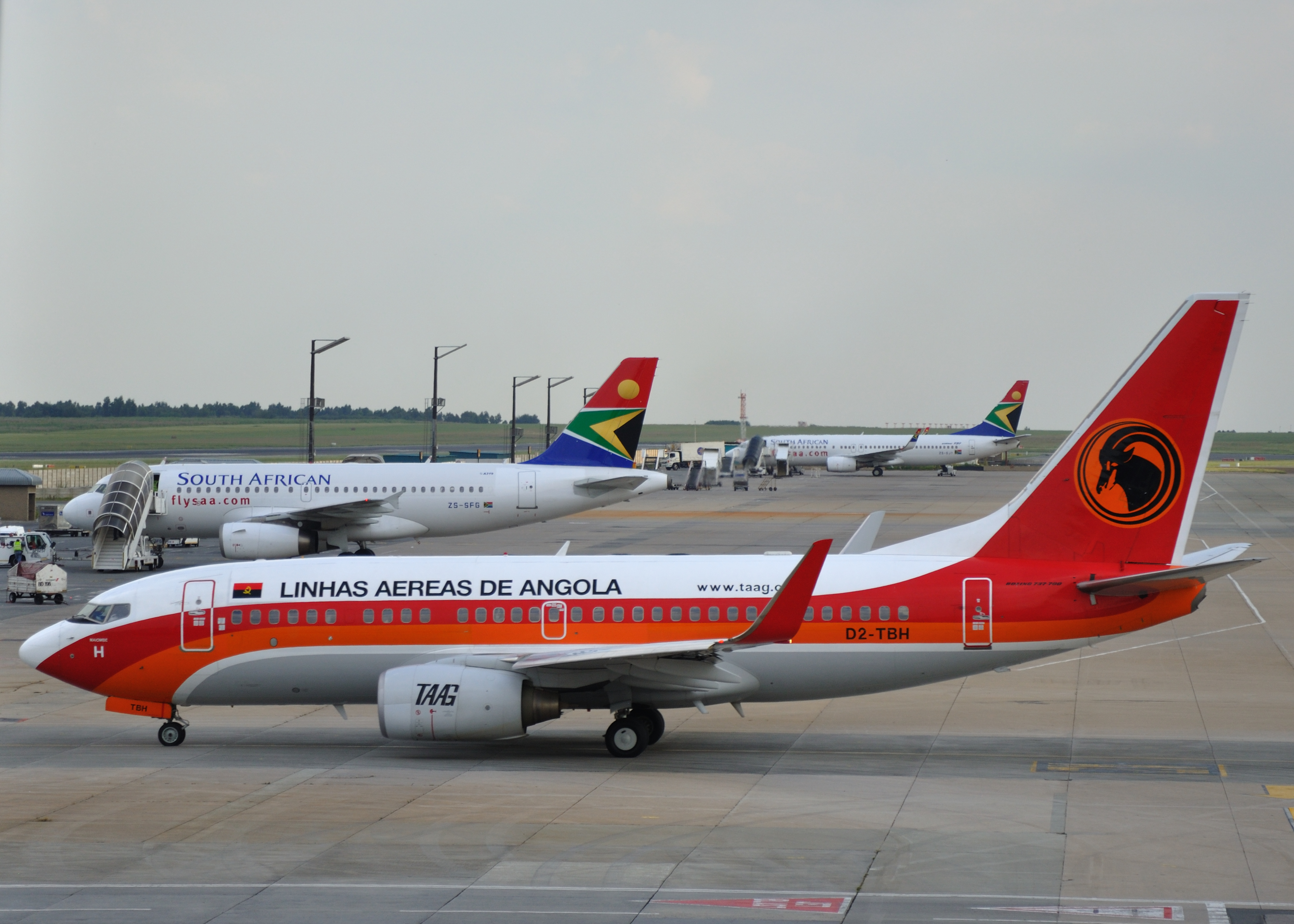
TAAG 앙골라 항공의 보잉 737-700
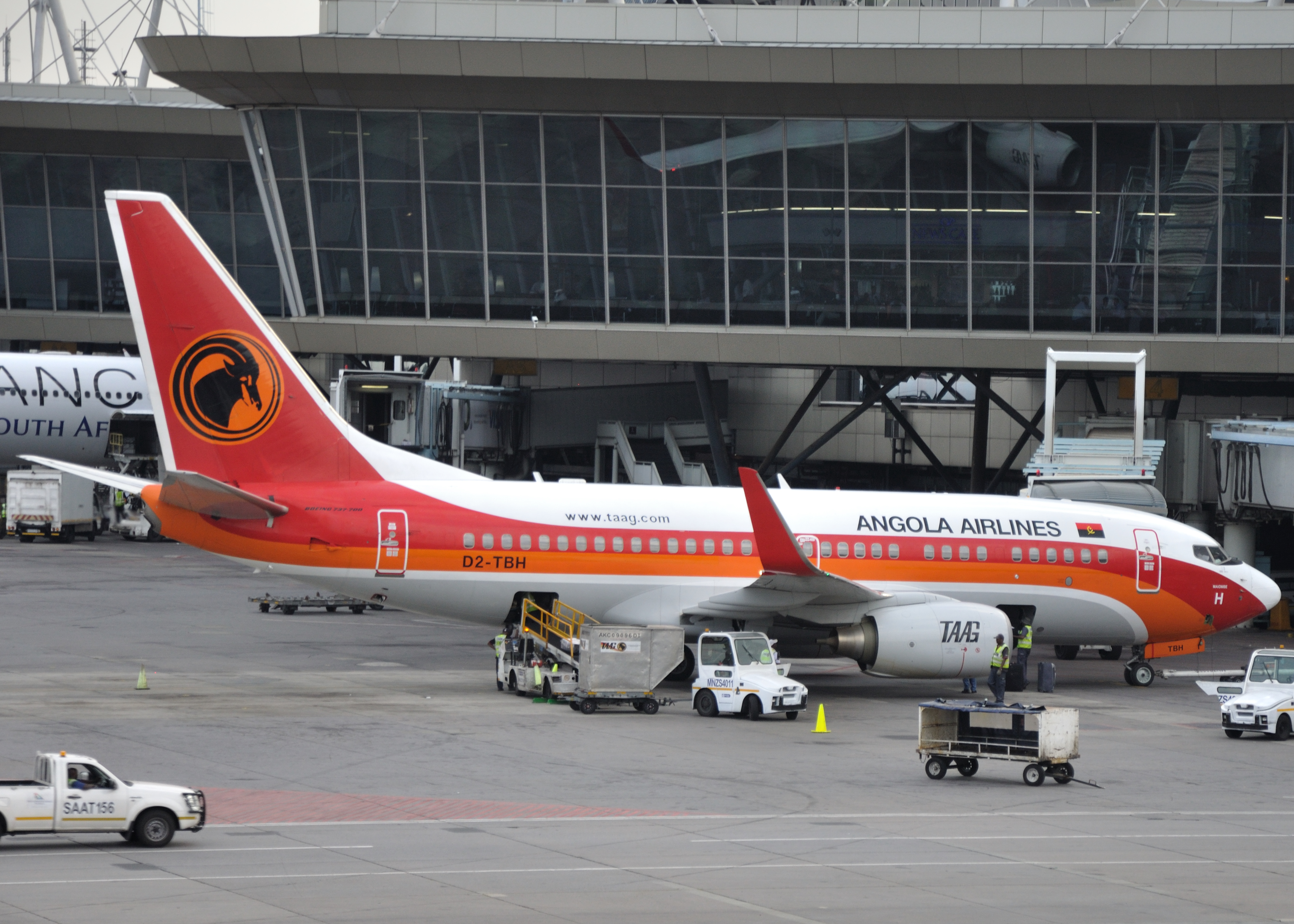
TAAG 앙골라 항공의 보잉 737-700
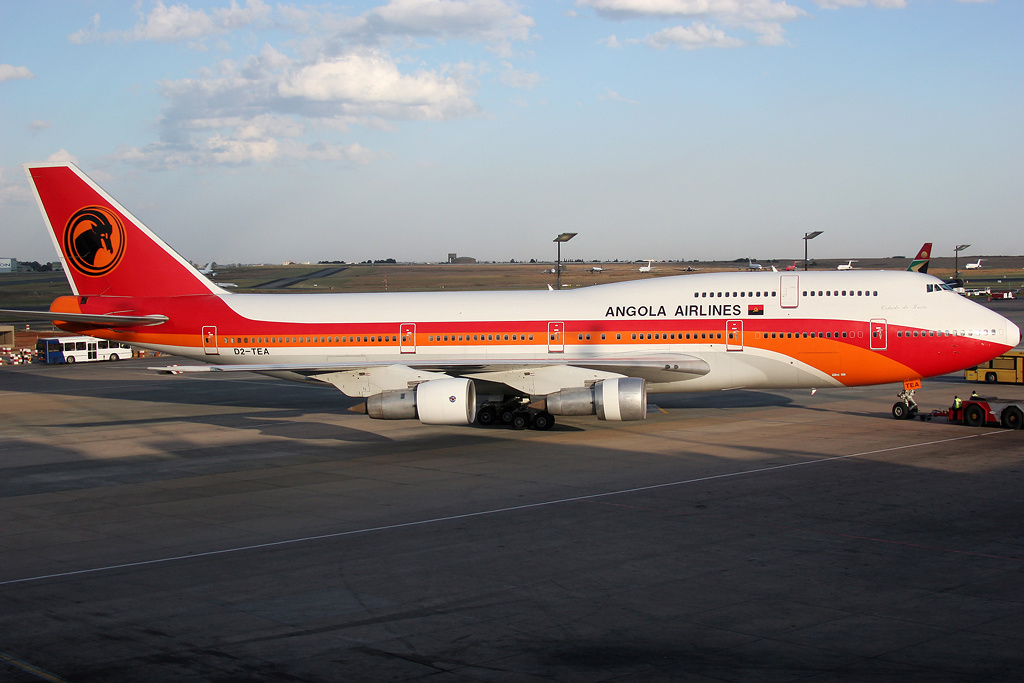
TAAG 앙골라 항공의 보잉 747-300
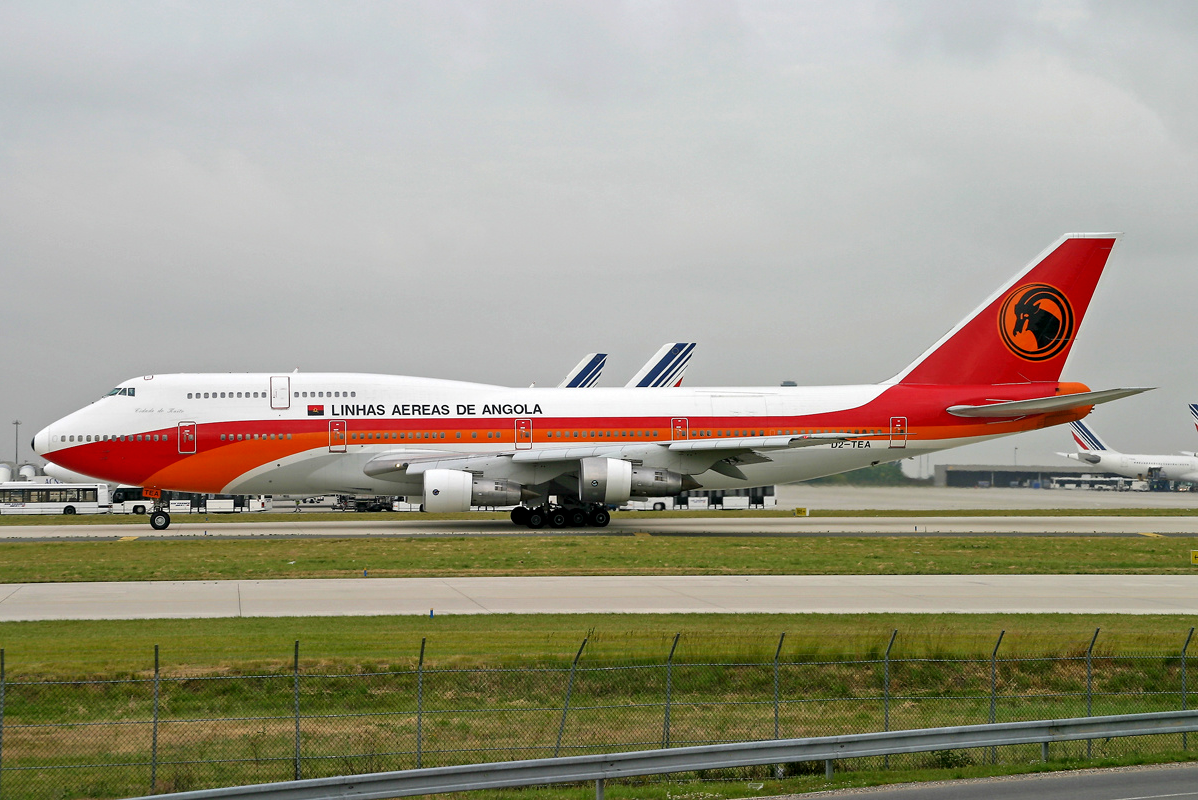
TAAG 앙골라 항공의 보잉 747-300
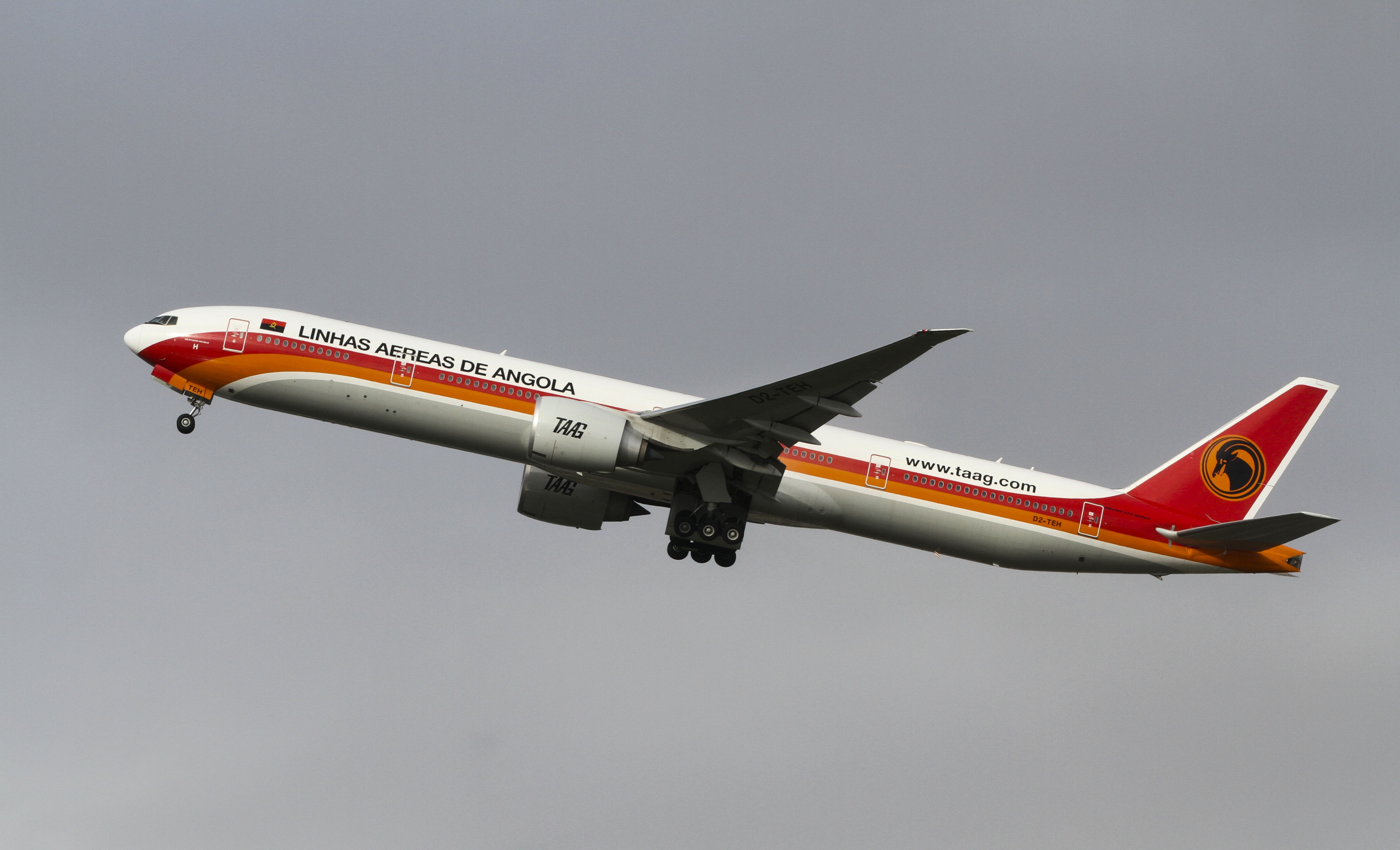
TAAG 앙골라 항공의 보잉 777-300ER